# Krycí soustava

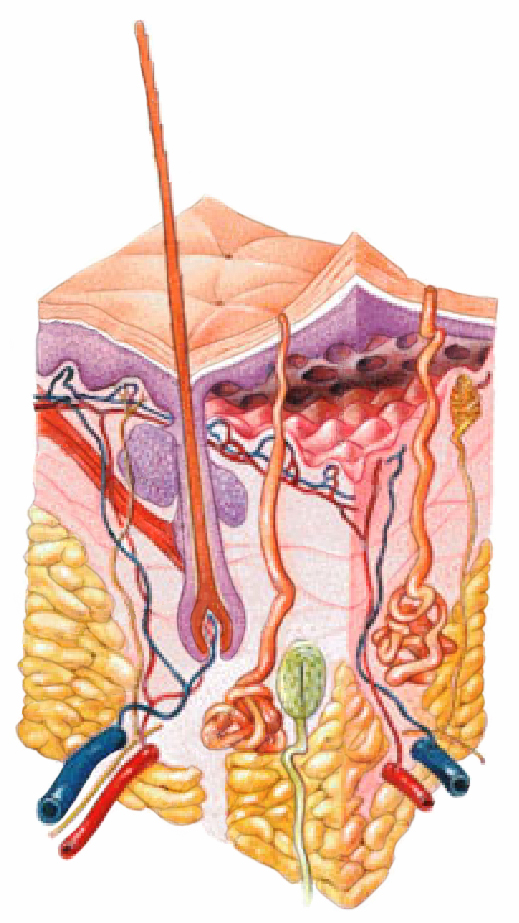
řez lidskou kůží

Krycí soustava je v zoologii orgánová soustava na povrchu těl živočichů, do něhož se řadí kůže, vlasy, šupiny, nehty, potní žlázy a některé produkty (pot či sliz). Krycí soustava má rozmanité funkce - chrání před vodou (vodotěsná), chrání měkké tkáně, vylučuje odpadní látky, reguluje tělní teplotu a obsahuje některé smyslové senzory (bolesti, tlaku a teploty).
Je to svou plochou největší orgánová soustava v lidském těle.